# Gisement d'ambre

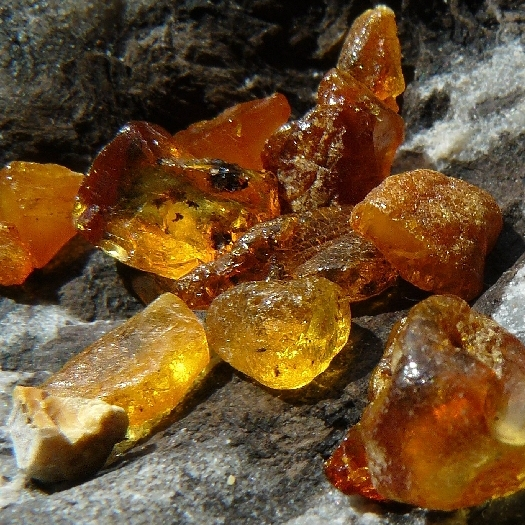
Morceaux d'ambre de la Baltique.

Les gisements d'ambre, dont les plus anciens datent de 310 millions d'années, se forment à la suite d'une accumulation de résine exsudée par des plantes puis fossilisée en ambre. Ils sont répartis sur tous les continents. Ceux qui renferment des inclusions d'animaux et de végétaux intéressent particulièrement les paléontologues. Certains gisements sont exploités à des fins commerciales.
Le terme « ambre » est entendu au sens large ; l'opinion présente dans certaines études spécialisées selon laquelle l'ambre au sens étroit désigne uniquement la succinite (ou ambre balte) n'est pas prise en compte dans cet article.

## Formation des gisements
La résine s’écoule le long des arbres blessés - aussi bien des gymnospermes que des angiospermes -, son durcissement les protégeant des fungis et des insectes. La fossilisation de la résine s’étend sur des millions d’années, elle suppose une accumulation de la résine en contexte sédimentaire, et des conditions pauvres en oxygène ; elle fait intervenir des processus de polymérisation et d'évaporation d'huiles volatiles (terpènes). 
Les résines fossiles sont souvent associées à des gisements de charbon du type des lignites.

## Gisements primaires et secondaires
Un gisement primaire est un dépôt d'ambre situé sur l'emplacement même des forêts productrices de la résine fossilisée. Cependant, l’ambre peut être découvert loin de son lieu d’origine. Du fait de l'action des fleuves, des tempêtes, cet ambre a été arraché de son dépôt d'origine et redistribué dans des gisements dits « secondaires » ou en position secondaire. 

## Âges et localisations

Burmoraphidia reni emprisonnée dans l'ambre de Birmanie (99 millions d'années).

Les gisements d’ambre les plus anciens datent de 310 millions d'années, soit de la fin du carbonifère, les plus récents d'il y a 40 000 ans, soit de la fin du Pléistocène. L'âge ne peut pas être déterminé à partir de l'ambre lui-même avec précision ; la datation se fonde sur l'étude des sédiments encaissants (leur analyse palynologique) ; lorsque l'ambre a subi un transport à la suite de crues ou de tempêtes avant de parvenir jusqu'au gisement définitif, son âge est alors différent des sédiments qui l'entourent, les inclusions d'insectes peuvent dans ce cas servir à dater l'ambre. 
Des dépôts d'ambre se trouvent dans le monde entier mais les gisements les plus importants et les plus connus sont ceux d’Europe du Nord et plus particulièrement ceux des pays riverains de la mer Baltique et de la mer du Nord. Ces ambres, appelés « ambres baltes », ont pour origine de vastes forêts de conifères qui recouvraient ces régions et qui furent ensuite submergées. À la suite de glaciations et de la formation de rivières post-glaciaires, les ambres furent dispersés dans toute l’Europe du Nord. Les ambres baltes datent de l’Éocène supérieur.

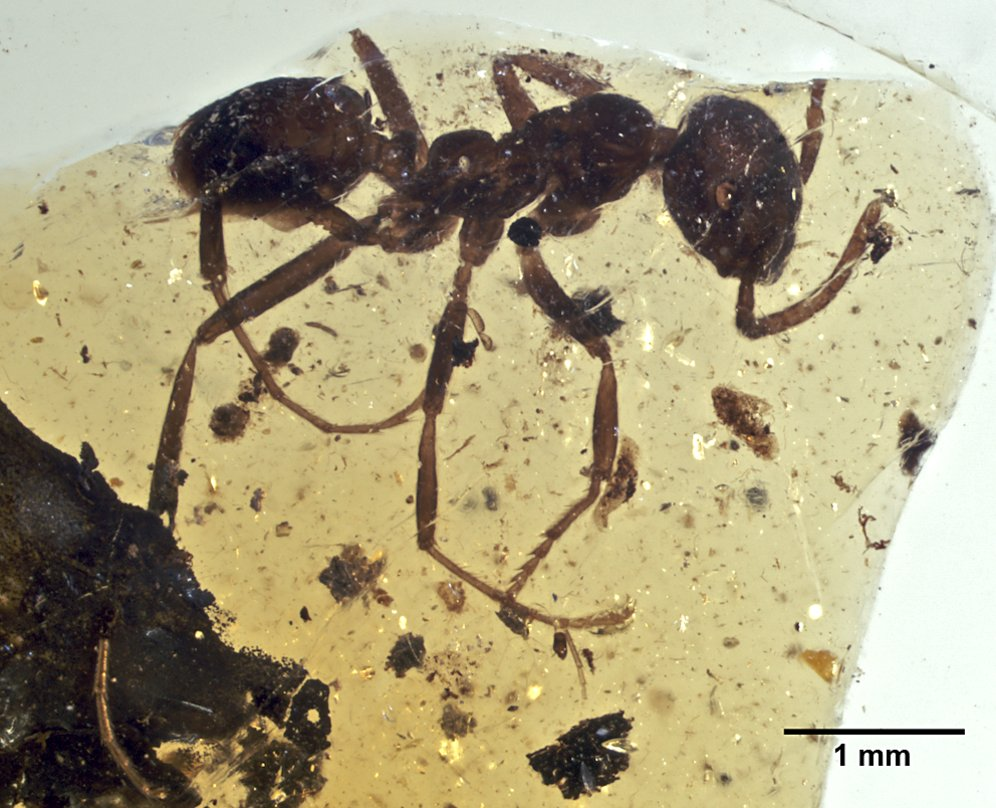
Vue du spécimen holotype MNHN A30165 Gerontoformica occidentalis dans l'Ambre des Charentes (100 Ma).

## Ambres fossilifères
L'ambre est un mode de conservation unique d'organismes piégés dans la résine, appartenant à des espèces très anciennes de la faune et de la flore. L'étude des inclusions biologiques, du plus haut intérêt en paléontologie, permet de décrire des écosystèmes disparus. Cependant, tous les ambres ne sont pas fossilifères. Sept gisements présentent un nombre important d'inclusions biologiques (en 2003) : pour le Crétacé inférieur, ceux du Liban, de l'Espagne et de la Birmanie (Myanmar) ; pour le Crétacé supérieur, ceux du Canada, de la Sibérie (Taimyr et formation Dolgan) et des États-Unis (New Jersey). L'hémisphère Nord est surreprésenté, probablement parce que la recherche de gisements dans l'hémisphère Sud y est moins active. 

## Ambres exploités commercialement
L'ambre étant considéré comme un pierre précieuse, il est utilisé dans la bijouterie et l'artisanat, secteurs qui absorbent 20% de la production d'ambre. Les morceaux de qualité inférieure sont récupérés par l'industrie chimique pour la fabrication de vernis (en lutherie notamment), et de colophane. La plus grande mine au monde faisant l'objet d'une exploitation commerciale est celle de Iantarny en Borussie (ancienne province de Prusse-Orientale) : à lui seul ce gisement terrestre éocène représente 80% des ressources mondiales d'ambre. Un autre gisement, miocène, est commercialement exploité : l'ambre dominicain mais il existe aussi des gisements d'ambre crétacé exploités au Liban et en Indochine.

## Modes d'extraction
Selon les gisements, les morceaux d’ambre sont extraits à ciel ouvert, ou sous terre ; ou récoltés sur le littoral, à la main, par dragage ou en plongée .

### Gisements terrestres
Dans la mine d'Iantarny de Kaliningrad, la couche supérieure du sol est arrachée ; à 50 mètres de profondeur apparaît une argile bleuâtre qui est alors extraite et précipitée vers d'énormes tamis par un puissant jet d'eau ; les morceaux d'ambre se révèlent au terme de ce processus. 
Les médias alertent sur les effets néfastes de l'extraction illégale d'ambre notamment en Ukraine, qui provoque la déforestation de milliers d'hectares et une catastrophe écologique (2017-2019).

### Gisements sous-marins
A Gdansk en Pologne, où les gisements sont sous-marins, l'ambre est traditionnellement recueilli sur les plages, entre les galets : en effet, après les tempêtes, des morceaux d'ambre sont arrachés aux couches sous-marines et rejetés sur les côtes par les vagues (l'ambre flottant sur l'eau salée, du fait de sa faible densité). Le dragage au large des couches sous-marines est une technique moderne d'extraction.

## Gisements identifiés dans le monde
Le nombre de sites d'ambre répertoriés est en constante augmentation. 
| Noms (**) | Sites | Époques d'origine (Âge en millions d'années)                                              | Remarques |  |
| --- | --- | ----------------------------------------------------------------------------------------- | --- |  |
| Europe | |                                                                                           | |  |
| Ambre de la Baltique (Succinite, et autres résines secondaires)                                                                          | Mer du Nord, mer Baltique, pays voisins, en particulier Samland                                                                         | Éocène (40–54)                                                                            | L'ambre n'est pas sur le gisement d'origine (il a été déplacé plusieurs fois dans certains cas). |  |
| Ambre de Bitterfeld (Succinite, goichite , durglessite, bitterfeldite, pseudostantienite, glessite , gedanite , siegburgite , scheibite) | Allemagne centrale, Lusace , Bitterfeld , Goitsche                                                                                      | Miocène inférieur à Eocène (20–50)                                                        | Le gisement de Goitsche pourrait être de la même origine que l'ambre de la Baltique (bien que cela soit controversé) sur le gisement du Miocène. Les termes donnés comme synonymes sont principalement des résines accessoires (fossiles). D'autres découvertes associées aux gisements de lignites sont connues à Böhlen près de Leipzig et dans l'exploitation minière de lignites près de Helmstedt (principalement Krantzit et Oxikrantzit). |  |
| Ambre de Bavière (Schlierseerite) | À Schliersee (Haute-Bavière) | Crétacé inférieur (90–100)                                                                | Petits morceaux avec des micro-organismes piégés à l'intérieur. |  |
| Ambre jutlandique (Succinite) | Danemark, Jutland | Eocène (40–54)                                                                            | Il s'agit d'ambre de la même origine que l'ambre de la Baltique, qui peut avoir été transporté du sud de la Scandinavie vers les régions de la mer du Nord et de la Baltique autour du Danemark. Le nom ambre jutlandique est utilisé quasi exclusivement au Danemark. |  |
| Ambre de Bornholm | Danemark | Jurassique (160)                                                                          | Ne contient pas d'inclusions biologiques |  |
| Ambre ukrainien (Succinite, Delatynite)                                                                                                  | Différentes régions d'Ukraine (Rivne (Rovno), Lviv, Ivano-Frankivsk)                                                                    | Eocène (40–54)                                                                            | Les gisements sont situés dans la région frontalière avec la Biélorussie et la Pologne. |  |
| Ambre sicilien (Simetite) | Catane (Sicile) | Probablement Miocène inférieur (5–6)                                                      | Porté de la Sicile centrale à la côte est de la Sicile par la rivière Simeto (éponyme). Des résines fossiles très similaires à la simétite ont été trouvées dans les Apennins. |  |
| Ambre des Dolomites italiennes | Cortina d'Ampezzo | Trias (220)                                                                               | Contient de nombreux micro-organismes (parmi les plus anciens fossiles inclus dans l'ambre),. |  |
| Ambre de Suisse | Différents emplacements | Paléocène (55), Trias supérieur (200) et Carnien (220)                                    | Au moins huit sites ambrés d'âges différents, principalement dans la zone de flysch entre le lac Léman et le lac de Constance. Inclusions organiques seulement sporadiquement. |  |
| Ambre d'Autriche (Rosthornite, Hartite, Köflachite, Kochenite, Jaulingite, Copalin, Golling-ambre)                                       | Différents emplacements | Trias (230), Crétacé inférieur (120), Eocène (50), Miocène supérieur (8)                  | De petites quantités de résines fossiles d'origines différentes provenant d'au moins douze sites non apparentés. Inclusions biologiques de manière seulement sporadique. |  |
| Ambre de France | a) Ambre des Charentes (plusieurs localités du sud-ouest) ; b) Bassin parisien, Oise                                                    | a)Crétacé supérieur (Cénomanien) (85) b) Eocène (53) (Oise);                              | Un gisement d'ambre (allingite) du sud-ouest de la Suisse s'étend jusqu'en France, et un autre se trouve au nord des Pyrénées. |  |
| Ambre d'Espagne | a) Santander (Cantabrie grottes d'El Soplao) b) Penacerrade-Moraza (ambre alava) c) De nombreux sites, par exemple Teruel d) à Alicante | a) Crétacé inférieur (Albien) (110) b), c) Crétacé d) Trias supérieur                     | a) Ambre gris bleuâtre comportant des inclusions. Ce serait le plus grand dépôt d'ambre du Crétacé en Europe |  |
| Ambre du Portugal | Côte escarpée près de Cascais | Crétacé supérieur (Cénomanien) (95-90)                                                    | Connu localement sous le nom de Belasiano. |  |
| Ambre de Hongrie | Au nord du lac Balaton | Crétacé supérieur (70–90) et Trias (220)                                                  | Principalement appelé Ajkaite (d'après la ville hongroise d'Ajka). Le nom est considéré comme un terme collectif pour diverses résines fossiles de cette région. |  |
| Ambre de République tchèque (Walchowite, Duxite)                                                                                         | à Valchov en Moravie et Duchcov (Dux) en Bohême                                                                                         | Walchowite: Crétacé supérieur (100); Duxite: Miocène (20)                                 | . |  |
| Ambre de Roumanie (Rumänite, Schraufite, Muntenite, Telegdite, Almaschite, Moldovite)                                                    | Plus de 300 sites, principalement dans les Carpates orientales.                                                                         | Principalement Oligocène (30)                                                             | Les gisements de l'île de Sakhaline (voir ambre de Sibérie) sont également connus sous le nom de roumanite. |  |
| Ambre de Bulgarie | Différents emplacements | Crétacé inférieur à Eocène (60–120)                                                       | Les gisements éocènes du centre de la Bulgarie sont secondaires ; les autres sont primaires. |  |
| Ambre d'Ecosse (Middletonite) | Près de Kilmarnock (Ecosse) et Leeds (Middleton) (Angleterre)                                                                           | Carbonifère (plus 300)                                                                    | Sur les gisements de charbon. Contient des inclusions de fossiles végétaux. Probablement l'ambre fossile le plus ancien du monde. |  |
| Ambre d'Angleterre (Copalite ou Copaline); (ambre Wealden); (Retinellite)                                                                | Copalite à Londres ; ambre de Wealden sur la côte sud (par exemple Île de Wight) Retinellite dans le Devonshire                         | Copalite: Eocène (50); ambre Wealden: Crétacé inférieur (135) Retinellite: Oligocène (30) | À ne pas confondre avec les découvertes occasionnelles d'ambre baltique (succinite) sur les côtes du sud-est de l'Angleterre. |  |
| Ambre de Spitzberg (archipel de Svalbard)                                                                                                | | Paléocène (55–60?)                                                                        | Formation de Skilvika ; avec des inclusions organiques (y compris des parties végétales d'un séquoia). |  |
| Asie | |                                                                                           | |  |
| Ambre de Turquie | Montagnes occidentales de la Chaîne pontique                                                                                            | Incertain                                                                                 | Déposé dans des grauwackes. Le spectre IR est similaire à celui de l'ambre roumanite . La gemme fossile promue sous le nom d'« ambre d'Olti », dans la province d'Erzurum, n'est pas de l'ambre, mais du jais. |  |
| Ambre libanais | Diverses localités, principalement dans le Mont Liban                                                                                   | Principalement Crétacé inférieur (environ 130)                                            | Surtout des gisements primaires, d'une valeur paléontologique particulière en raison de l'âge et de la présence abondante d'insectes. De l'ambre du Jurassique supérieur est également signalé. |  |
| Ambre de Jordanie et d'Israël | Amman (Jordanie) au nord d'Israël et localités au sud de Jérusalem.                                                                     | Crétacé inférieur (environ 130)                                                           | Dans un gisement secondaire proche de la forêt d'origine. Ces gisements (du moins ceux du nord d'Israël) sont probablement une continuation des gisements d'ambre du Liban datant du Crétacé. Inclusions éparses. |  |
| Ambre de Sibérie | Sibérie septentrionale de la Péninsule de Taïmyr au Kamtchatka                                                                          | Crétacé (Albien à Santonien) (70–100)                                                     | Les diverses occurrences dans plusieurs localités s'étendent le long de la côte arctique sibérienne. Une occurrence dans le sud de Sakhaline, qui est également désignée du nom de «ambre de Sibérie», date du Paléocène. |  |
| Ambre du Caucase | Petit Caucase entre les rivières Aghstafa et Arak                                                                                       | Probablement du Crétacé supérieur                                                         | Ce sont deux occurrences d'âges différents (Cénomanien et Coniacien), qui s'étendent à travers l'Azerbaïdjan et l'Arménie. |  |
| Ambre de Birmanie (également appelé Burmite)                                                                                             | Birmanie (Myanmar) | Crétacé supérieur ou Eocène                                                               | Vallée de Hukwang au nord du pays ; probablement sur un gisement secondaire (Éocène). |  |
| Ambre de Thaïlande | Sud de la Thaïlande (Khlong Thom) | Probablement Jurassique                                                                   | Origine botanique probable : l'espèce éteinte de conifères Agathoxylon |  |
| Ambre de Chine (également appelé ambre de Fushun)                                                                                        | Provinces de Liaoning et de Fujian | Eocène (40–54)                                                                            | Dans les couches de charbon de la formation de Guchenzgi, en particulier près de la ville de Fushun. La faune d'insectes est similaire à celle de l'ambre de la Baltique. |  |
| Ambre de Bornéo (également appelé Ambre Sarawak)                                                                                         | Bornéo (Province de Sarawak, Malaisie)                                                                                                  | Miocène (15–20)                                                                           | Gisement primaire d'ambre situé dans un gisement de lignite près de Merit-Pila (Sarawak). Présente des inclusions organiques. Origine botanique probable : les arbres à feuilles persistantes Dipterocarpaceae. Des découvertes dans l'État de Sabah (au nord-est de Bornéo) n'ont pas encore fait l'objet d'une enquête approfondie. |  |
| Ambre de Sumatra, (Indonésie) | Divers endroits à Gunung-Tua et au centre de l'île                                                                                      | Miocène (environ 20)                                                                      | De petites quantités sont également signalées à Java. |  |
| Ambre des Philippines | Île de Luçon | Pliocène (< 5)                                                                            | |  |
| Ambre du Japon (également appelé Ambre Kuji, Ambre Chōshi)                                                                               | Divers endroits comme la Préfecture d'Iwate (Kuji) et la Préfecture de Chiba (Chōshi) au centre de l'île                                | Crétacé supérieur (85, Kuji), Crétacé inférieur (110, Chōshi)                             | De nombreux autres sites d'ambre, disséminés à travers le pays, le plus jeune du Pliocène |  |
| Ambre d'Inde (ambre de Cambay) | Province de Gujarat (Inde du Nord ; golfe de Cambay)                                                                                    | Eocène (environ 50)                                                                       | Origine botanique probable : les arbres à feuilles persistances Dipterocarpaceae. |  |
| Amérique | |                                                                                           | |  |
| Ambre d'Alaska (ambre arctique) | Principalement près de la rivière Kuk (au nord de la Chaîne Brooks)                                                                     | Probablement Crétacé supérieur (principalement 70)                                        | En partie sur le gisement primaire, mais principalement relocalisé. Contient des fossiles végétaux en grand nombre. |  |
| Ambre canadien (Chemawinite, Cedarite)                                                                                                   | Principalement au Lac des Cèdres dans le Manitoba et à Grassy Lake (Alberta),                                                           | Crétacé (70–79)                                                                           | Une cinquantaine de sites d'ambre sont identifiés au Canada, principalement du Crétacé, ainsi que de plus petites occurrences de l'Éocène (en Colombie-Britannique) et d'un autre âge vraisemblablement dévonien. |  |
| Ambre des États-Unis | Nombreux sites (Alaska, Californie) | Trias, Crétacé et Tertiaire                                                               | Ambre d'origines diverses, sites dispersés; parmi eux également l'ambre crétacé du Kansas (jelinite). L'ambre du New Jersey est d'une importance particulière. L'ambre du Trias est celui de l'Arizona. |  |
| Ambre de New-Jersey (Raritan) | New Jersey, États-Unis | Crétacé supérieur (94–90)                                                                 | Le nom Raritan vient de l'unité géologique dans laquelle cet ambre est déposé (formation de Raritan - Turonien inférieur). |  |
| Ambre dominicain | Île caribéenne d'Hispaniola (République dominicaine)                                                                                    | Eocène à Miocène (15–40) (Oligocène-Miocène Moyen)                                        | Ambre incrusté dans du grès dur; probablement en partie sur le gisement primaire et en partie sur le gisement secondaire. Les découvertes mineures dans les îles voisines de la Jamaïque et du Costa Rica sont probablement de la même origine que l'ambre dominicain. |  |
| Ambre mexicain (Ambre de Chiapas) | Dans l'Etat du Chiapas (Mexique) | Miocène (13–20)(Oligocène-Miocène Moyen)                                                  | Différents endroits au Chiapas. Couches de grès et d'argile avec des couches de lignite. Contient des inclusions organiques. Une autre occurrence en Basse-Californie (Péninsule de Basse-Californie) est appelée bacalite dans la région de langue anglaise. |  |
| Ambre colombien | Colombie | Controversé                                                                               | De nombreux éléments laissent penser que ce n'est pas de l'ambre. Le copal ("ambre jeune" semi-fossilisée) de la région de Bucaramanga (province de Santander) est connu sous le nom de Bucaramangite. |  |
| Ambre de l'Equateur (Guayaquilite) | Dans la Province du Guayas près de la capitale Guayaquil                                                                                | Pas clair                                                                                 | Des études physico-chimiques montrent une grande similitude entre cette résine fossile trouvée dans le lignite, et la copalite d'Angleterre. |  |
| Ambre du Pérou | De la région d'Iquitos au nord-est du Pérou                                                                                             | Miocène moyen (environ 18)                                                                | Des inclusions d'arthropodes, de pollen, de spores, d'algues. |  |
| Ambre du Nicaragua | Sur la côte Pacifique dans le nord du Nicaragua                                                                                         | Miocène (20)                                                                              | |  |
| Afrique Ne sont pas répertoriés ici les sites dits d'ambre qui sont en fait des sites de copal                                           | |                                                                                           | |  |
| Ambre du Nigéria (Amekite) | Umuahia, dans le sud du Nigéria | Eocène supérieur (35)                                                                     | Nommé d'après la formation Ameki où il a été découvert. Pas d'inclusions biologiques connues. Origine botanique : un représentant de la famille des légumineuses. |  |
| Ambre d'Afrique du Sud | Afrique du Sud; Lesotho | Trias supérieur (Afrique du Sud) (220) et Crétacé inférieur (Lesotho) (135)               | Pas d'inclusions biologiques. |  |
| Ambre d'Éthiopie | Éthiopie | Crétacé supérieur (95)                                                                    | Présente des inclusions biologiques. Voir Schmidt et al. (2010) |  |
| Australie et Océanie | |                                                                                           | |  |
| Ambre de Nouvelle-Zélande | Île du Sud et île du Nord de la Nouvelle-Zélande                                                                                        | Pliocène à Crétacé supérieur (4–100)                                                      | Principalement lié aux gisements de charbon, apparemment sur le gisement primaire. Parfois mentionné sous le nom "Ambrite". |  |
| Ambre d'Australie | (Victoria, Tasmanie et Queensland) | Pliocène à Crétacé supérieur (4–100?);                                                    | L'ambre de Victoria est d'âge éocène, l'ambre de Tasmanie du Pliocène et l'ambre du Queensland probablement du Tertiaire (certainement plus vieux que le Miocène supérieur). |  |
| Ambre de Majuro | Îles Marshall | Indéfini                                                                                  | La courbe IRS (Réflexion interne, en anglais Internai Reflexion Spectroscopy ) est similaire à celle du Sarawak dans l'île de Bornéo |  |

(*) Sources essentiellement: Poinar 1992, Krumbiegel 1994, Reineking von Bock 1981. En plus des espèces et des dépôts d'ambre énumérés, d'autres gisements existent, pour la plupart quantitativement insignifiants  (en Grèce, Bulgarie, Angleterre, Croatie, Groenland, Brésil, Chili, Madagascar, Inde).
(**) ventilé par continent, au sein du continent sans systématique. Les noms qui sont devenus des noms communs (comme l' ambre balte, la succinite ) sont indiqués en italique. Sinon, ce sont des spécifications géographiques qui ne sont pas (encore) utilisées comme nom pour l'ambre en question (par ex.   ambre de Suisse). Les noms d'ambre ne désignent souvent qu'un ou plusieurs types d'ambre connus dans la région nommée.